# F.L. Smidth & Co. familiefilm - farfar og farmor 1921
|  | Denne artikel er oprettet af botten Steenthbot ud fra en ekstern database. Den kan derfor have sproglige fejl eller mangler. Denne skabelon kan fjernes efter kontrol af indholdet. |

F.L. Smidth & Co. familiefilm - farfar og farmor 1921 er en dansk dokumentarisk optagelse fra 1921.

## Handling
Privat familiefilm af erhvervsfamilierne omkring F.L. Smidth & Co., grundlagt af ingeniørerne Frederik Læssøe Smidth (1850-1899), Alexander Foss (1858-1925) og Poul Larsen (1859-1935). Familierne kom også sammen privat. Her er det bl.a. optagelser af Alexander Foss selv - måske de eneste levende billeder, der findes af erhvervsmanden.

Følgende indholdsbeskrivelse stammer fra filmens originale dåse:

"Filmen med farfar (Alexander Foss) og farmor 1921, med mormor, Lille Grethe, Søster, Gullie Woolrych."